# Emberiza variabilis
Emberiza variabilis е вид птица от семейство Овесаркови (Emberizidae).

## Разпространение
Видът е разпространен в Русия, Южна Корея и Япония.